# Neodartus mokanshanensis
Neodartus mokanshanensis är en insektsart som beskrevs av Ouchi 1938. Neodartus mokanshanensis ingår i släktet Neodartus och familjen dvärgstritar. Inga underarter finns listade i Catalogue of Life.